# Giovanni Mpetshi Perricard
Giovanni Mpetshi Perricard (n. 8 iulie 2003, Lyon, Franța) este un jucător profesionist francez de tenis. Cea mai bună clasare a sa la simplu este locul 44 mondial, în iulie 2024, iar la dublu, locul 353, în august 2024.